# The Frames
The Frames — ирландская рок-группа, основанная в Дублине в 1990 году Гленом Хансардом (Glen Hansard). The Frames занимают важное место в истории ирландской музыки. Коллектив выпустил шесть альбомов.

## Состав
- Глен Хансард (Glen Hansard): вокал, гитара (1990-настоящее время)
- Колм МаК Кон Йомейр (Colm Mac Con Iomaire): клавишные, вокал, скрипка (1990-настоящее время)
- Джо Дойл (Joe Doyle): бас-гитара, вокал (1996-настоящее время)
- Роб Бочник (Rob Bochnik): гитара, вокал (2002-настоящее время)
- Грэм Хопкинс (Graham Hopkins): барабаны, бэк-вокал (2008-настоящее время)

## Дискография

### Альбомы
- Another Love Song (1991) (Больше не поступает в продажу, доступен для скачивания на iTunes)
- Fitzcarraldo (1995) (при записи альбома группа сменила название на «The Frames DC», чтобы дистанцироваться от американской группы «The Frame»)
- Fitzcarraldo (1996)
- Dance the Devil (1999)
- For the Birds (2001)
- Breadcrumb Trail (2002) (живая запись)
- Set List (2003) (живая запись)
- Burn the Maps (2004)
- The Cost (2006)
- Another Love Song (перевыпуск, 2010)[1] IRL No. 77 [1]
- Longitude (2015) (лучшее)

### Синглы и EP
- «The Dancer» (1991)
- «Masquerade» (1992)
- Turn On Your Record Player EP (1992)
- Picture of Love (1993)
- Angel at My Table (1994)
- «Revelate» (1995)
- «Monument» (1996)
- I am the Magic Hand (Февраль 15, 1999)
- Pavement Tune (1999)
- Rent Day Blues EP (1999)
- Come On Up to the House (1999—Компиляция «Star Star» от The Frames)
- Lay Me Down (2001)
- Headlong (2002)
- The Roads Outgrown EP (2003)
- «Fake» (September 12, 2003)
- «Finally» (August 20, 2004)
- «Sideways Down» (January 28, 2005)
- «Happy» (Radio Single Only — 2005)
- «Falling Slowly/No More I Love Yous» (Сентябрь 1, 2006)

### The Swell Season
- The Swell Season (2006)
- Once Soundtrack (2007)
- Strict Joy (2009)